# Timothy Spall
Pour les articles homonymes, voir Spall (homonymie).
 (septembre 2017).
Si vous disposez d'ouvrages ou d'articles de référence ou si vous connaissez des sites web de qualité traitant du thème abordé ici, merci de compléter l'article en donnant les références utiles à sa vérifiabilité et en les liant à la section « Notes et références ».
Timothy Spall, né le 27 février 1957 dans le quartier londonien de Battersea, est un acteur britannique.
Il est le père de l'acteur Rafe Spall.

## Biographie
Adolescent, Timothy Spall commence à se passionner pour le théâtre. À 21 ans, il trouve un premier rôle important sur scène et fait ses débuts au cinéma dans le moyen métrage The Life story of Baal. L'année suivante, on l'aperçoit en projectionniste dans Quadrophenia, l'adaptation du rock opera des Who.
En 1982, Timothy Spall fait une rencontre déterminante pour la suite de sa carrière, en la personne de Mike Leigh. Les deux hommes travaillent sur le téléfilm Home Sweet Home dans lequel il joue un des trois personnages principaux. Le cinéaste lui offre par la suite les rôles les plus marquants de sa carrière : il joue le rôle du propriétaire d'un magasin dans Life Is Sweet, celui de Maurice, le photographe spécialisé dans les mariages dans Secrets et Mensonges, qui remporte la palme d'or à Cannes en 1996, et celui d'un apprenti chanteur dans Topsy-Turvy.
En 2002, Timothy et Mike se retrouvent sur All or Nothing, il y joue alors un chauffeur de taxi dont la vie de couple se désagrège.
Dans les années 1980, ses rôles se multiplient. On peut alors citer l'adaptation de classiques de la littérature avec Oliver Twist, l'horreur avec Dream Demon et le drame avec Le Complot.
En 1990, il apparaît dans Chasseur blanc, cœur noir de Clint Eastwood et dans Un thé au Sahara de Bernardo Bertolucci.
Au début des années 1990, Timothy Spall se consacre essentiellement à la télévision et au théâtre. Il faut attendre 1996 pour le retrouver sur grand écran dans Hamlet de Kenneth Branagh. Sa performance dans Secrets et Mensonges relance sa carrière.
En 2000, il retrouve sa passion du théâtre et Kenneth Branagh pour Peines d'amour perdues, prête sa voix à Nick le rat dans Chicken Run tandis que Patrice Chéreau l'emploie en mari trompé dans Intimité. L'année suivante, il apparaît aux côtés de Tom Cruise dans Vanilla Sky, puis, en 2003, il retrouve l'acteur sur Le Dernier samouraï, et enchaîne sur Harry Potter et le Prisonnier d'Azkaban ainsi que Harry Potter et la Coupe de feu dans lequel il incarne Peter Pettigrow, alias Queudver, serviteur de Lord Voldemort.
En 2007, nous l'avons retrouvé dans Sweeney Todd de Tim Burton, film dans lequel il interprète le bailli Banford, âme damnée du juge Turpin interprété par Alan Rickman qui est aussi un de ses collègues de la saga des films de Harry Potter. Et en 2010 il interprète la voix du chien Bayard, dans Alice aux pays des merveilles de Tim Burton.
Enfin l'acteur a participé à la cérémonie de clôture des Jeux olympiques d'été de 2012 à Londres, jouant le rôle de Winston Churchill. Rôle qu'il a tenu dans le film Le Discours d'un roi.
Le 24 mai 2014, il obtient le Prix d'interprétation masculine au 67e Festival de Cannes pour son rôle du peintre J.M.W. Turner dans Mr. Turner de Mike Leigh, son réalisateur fétiche.

## Filmographie

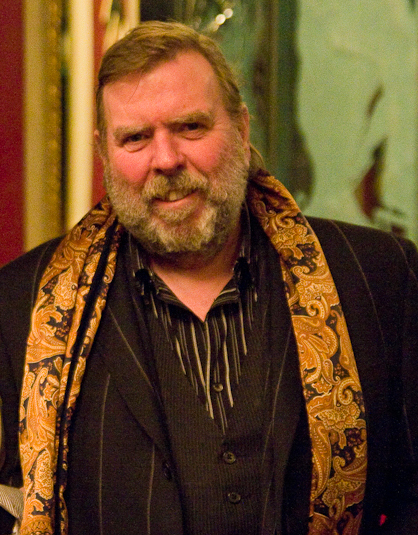
Timothy Spall en 2011.

### Cinéma
- 1979 : Quadrophenia de Franc Roddam : Harry
- 1982 : Remembrance de Colin Gregg : Douglas
- 1982 : Drôle de missionnaire (The Missionary) de Richard Loncraine : Parswell
- 1985 : La Promise (The Bride) de Franc Roddam : Paulus
- 1986 : Gothic de Ken Russell : Dr Polidori
- 1988 : Dream Demon d'Harley Cokeliss : Peck
- 1988 : Le Complot (To Kill a priest / Popieluszku) d'Agnieszka Holland : Igor
- 1990 : Chasseur blanc, cœur noir (White Hunter, Black Heart) de Clint Eastwood : Hodkins
- 1990 : Un thé au Sahara (The Sheltering Sky) de Bernardo Bertolucci : Eric Lyle
- 1991 : Life Is Sweet de Mike Leigh : Aubrey
- 1996 : Hamlet de Kenneth Branagh : Rosencrantz
- 1996 : Secrets et Mensonges (Secrets and Lies) de Mike Leigh : Maurice
- 1998 : Still Crazy : De retour pour mettre le feu (Still Crazy)  de Brian Gibson : David 'Beano' Baggot
- 1998 : La Sagesse des crocodiles (The Wisdom of Crocodiles) de Po-Chih Leong : l'inspecteur Hélay
- 1999 : Topsy-Turvy de Mike Leigh : Richard Temple
- 2000 : Chicken Run de Nick Park et Peter Lord : Nick (voix)
- 2000 : Vatel de Roland Joffé : Jean Hérault de Gourville
- 2000 : Peines d'amour perdues (Love's Labour's Lost) de Kenneth Branagh : Armado
- 2001 : Intimité (Intimacy) de Patrice Chéreau : Andy
- 2001 : Vanilla Sky de Cameron Crowe : Thomas Tipp
- 2001 : Le Vieux qui lisait des romans d'amour (The Old Man Who Read Love Stories) de Rolf de Heer : Le maire
- 2001 : Rock Star de Stephen Herek : Mats
- 2002 : All or Nothing de Mike Leigh : Phil Bassett
- 2003 : Le Dernier Samouraï (The Last Samurai) d'Edward Zwick : Simon Graham
- 2004 : Les Désastreuses Aventures des orphelins Baudelaire (Lemony Snicket's A Series of Unfortunate Events) de Brad Silberling : M.Poe
- 2004 : Harry Potter et le Prisonnier d'Azkaban (Harry Potter and the Prisoner of Azkaban) d'Alfonso Cuarón : Peter Pettigrow
- 2005 : Harry Potter et la Coupe de feu (Harry Potter and the Goblet of Fire) de Mike Newell : Peter Pettigrow
- 2005 : The Last Hangman : Albert Pierrepoint
- 2007 : Il était une fois (Enchanted) de Kevin Lima : Nathanaël
- 2007 : Sweeney Todd : Le Diabolique Barbier de Fleet Street (Sweeney Todd: The Demon Barber of Fleet Street) de Tim Burton : le bailli Banford
- 2007 : Harry Potter et l'Ordre du Phénix (Harry Potter and the Order of the Phoenix) de David Yates : Peter Pettigrow
- 2007 : Au-delà de l'illusion (Death Defying Acts) de Gillian Armstrong : Sugarman
- 2008 : Appaloosa d'Ed Harris : Phil Olson
- 2009 : Harry Potter et le Prince de sang-mêlé (Harry Potter and the Half-Blood Prince) de David Yates : Peter Pettigrow
- 2009 : The Damned United de Tom Hooper : Peter Taylor
- 2009 : Le Secret de Green Knowe (From Time to Time) de Julian Fellowes : Boggis
- 2009 : Fleur du désert (Desert Flower) de Sherry Hormann : Terry Donaldson
- 2009 : Heartless de Philip Ridley : George Morgan
- 2010 : Alice au pays des merveilles (Alice in Wonderland) de Tim Burton : Bayard (doublage)
- 2010 : Harry Potter et les Reliques de la Mort, partie 1 (Harry Potter and the Deathly Hallows: Part 1) de David Yates : Peter Pettigrow
- 2010 : Harry Potter and the Forbidden Journey de Thierry Coup (court-métrage) : Peter Pettigrow
- 2011 : My Angel (en) : M. Lambert
- 2011 : Le Discours d'un roi (The King's Speech) de Tom Hooper : Winston Churchill
- 2011 : Harry Potter et les Reliques de la Mort, partie 2 (Harry Potter and the Deathly Hallows: Part 2) de David Yates : Peter Pettigrow
- 2011 : Wake Wood : Arthur
- 2012 : The Rise : l'inspecteur West
- 2012 : Ginger & Rosa de Sally Potter : Mark
- 2012 : Upside Down de Juan Solanas : Bob Boruchowitz
- 2013 : Duo d'escrocs (The Love Punch) de Joel Hopkins : Jerry
- 2014 : Mr. Turner de Mike Leigh : Joseph Mallord William Turner
- 2016 : Alice de l'autre côté du miroir (Alice Through the Looking Glass) de James Bobin : Bayard (voix originale)
- 2016 : Le Procès du siècle (Denial) de Mick Jackson : David Irving
- 2017 : The Party de Sally Potter
- 2019 : The Corrupted de Ron Scalpello
- 2020 : Nieva en Benidorm de Isabel Coixet
- 2021 : Spencer de Pablo Larraín : Ecuyer Gregory
- 2021 : Le Dernier Bus (The Last Bus) : Tom Harper
- 2022 : The Pale Blue Eye de Scott Cooper : Colonel Sylvanus Thayer
- 2024 : Scandaleusement vôtre de Thea Sharrock

### Télévision
- 1985 : Dutch Girls : Lyndon
- 1992 : Red Dwarf : Andy (Saison 5 : Back to reality)
- 1993 : Les Aventures du jeune Indiana Jones  :  (Saison 2 : Prague, aout 1917)
- 2001 : Mona le vampire (Mona the Vampire) (série télévisée) : Forgeron (voix)
- 2007 : Oliver Twist (mini-série) : Fagin
- 2015 : Le Mystère Enfield (The Enfield Haunting) (mini-série) : Maurice Grosse
- 2017: Philip K. Dick's Electric Dreams (Mini-série d'anthologie) : Episode 3 : Le Train de banlieue (The Commuter) : Ed Jacobson

## Distinctions

### Nominations
- 17e cérémonie des British Independent Film Awards 2014 : Meilleur acteur dans un drame biographique pour Mr. Turner (2014) pour le rôle de J. M. W. Turner.
- 24e cérémonie des Dallas-Fort Worth Film Critics Association Awards 2014 : Meilleur acteur dans un drame biographique pour Mr. Turner (2014) pour le rôle de J. M. W. Turner.
- 2014 : Dublin Film Critics Circle Awards du meilleur acteur dans un drame biographique pour Mr. Turner (2014) pour le rôle de J. M. W. Turner.
- 2014 : Indiewire Critics' Poll du meilleur acteur principal dans un drame biographique pour Mr. Turner (2014) pour le rôle de J. M. W. Turner.
- 2014 : Online Film Critics Society Awards du meilleur acteur dans un drame biographique pour Mr. Turner (2014) pour le rôle de J. M. W. Turner..
- 13e cérémonie des San Francisco Film Critics Circle Awards 2014 : Meilleur acteur dans un drame biographique pour Mr. Turner (2014) pour le rôle de J. M. W. Turner..
- 2014 : Village Voice Film Poll du meilleur acteur dans un drame biographique pour Mr. Turner (2014) pour le rôle de J. M. W. Turner..
- 2015 : International Cinephile Society Awards du meilleur acteur dans un drame biographique pour Mr. Turner (2014) pour le rôle de J. M. W. Turner..
- 2015 : London Critics Circle Film Awards de l'acteur de l'année dans un drame biographique pour Mr. Turner (2014) pour le rôle de J. M. W. Turner..
- 2016 : Días de Cine Awards du meilleur acteur étranger dans un drame biographique pour Mr. Turner (2014) pour le rôle de J. M. W. Turner..

### Récompenses
- Festival de Cannes 2014 : Prix d'interprétation masculine dans un drame biographique pour Mr. Turner (2014) pour le rôle de J. M. W. Turner..
- 2014 : Capri du meilleur acteur dans un drame biographique pour Mr. Turner (2014) pour le rôle de J. M. W. Turner..
- Capri 2014 : Lauréat du Prix Capri Cult dans un drame biographique pour Mr. Turner (2014) pour le rôle de J. M. W. Turner..
- 80e cérémonie des New York Film Critics Circle Awards 2014 : Meilleur acteur dans un drame biographique pour Mr. Turner (2014) pour le rôle de J. M. W. Turner..
- 27e cérémonie des Prix du cinéma européen 2014 : Meilleur acteur dans un drame biographique pour Mr. Turner (2014) pour le rôle de J. M. W. Turner..
- 2014 : Seville European Film Festival du meilleur acteur dans un drame biographique pour Mr. Turner (2014) pour le rôle de J. M. W. Turner..
- 50e cérémonie des National Society of Film Critics Awards 2015 : Meilleur acteur dans un drame biographique pour Mr. Turner (2014) pour le rôle de J. M. W. Turner..
- Seville European Film Festival 2015 : Lauréat du Prix City of Seville..

## Voix francophones

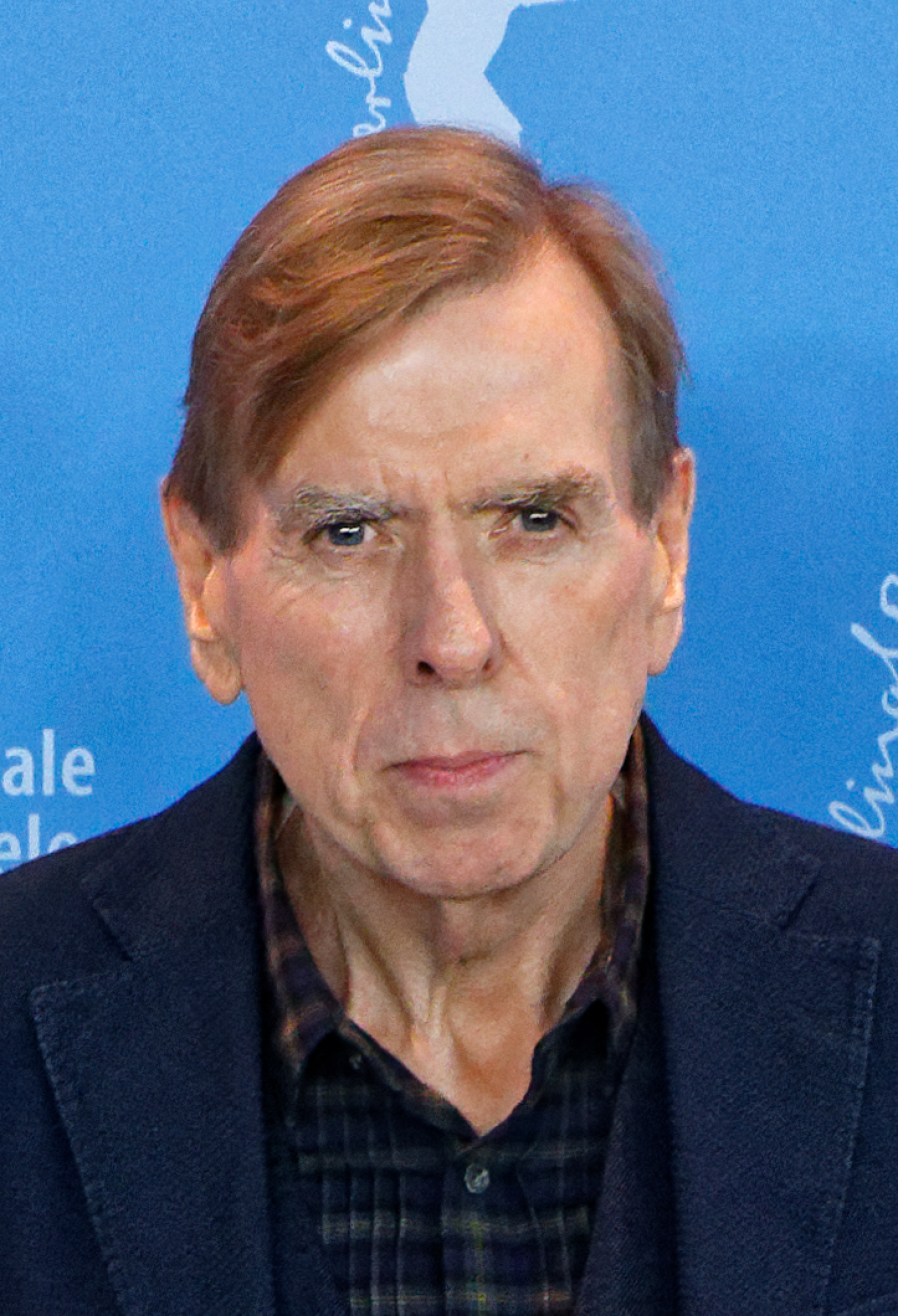
Timothy Spall en 2017.

En France, Michel Papineschi et Vincent Grass sont les voix françaises régulières de Timothy Spall. Ainsi, Michel Papineschi le double depuis 1996 dans Secrets et Mensonges, les films Harry Potter, Sweeney Todd : Le Diabolique Barbier de Fleet Street, Oliver Twist, Il était une fois, The Damned United, Upside Down, The Party et The Corrupted (en). Quant à Vincent Grass, il le double depuis 2004 dans Les Désastreuses Aventures des Orphelins Baudelaire, Appaloosa, Le Secret de Green Knowe, Alice au pays des merveilles, Wake Wood, Duo d'escrocs et Philip K. Dick's Electric Dreams.
À titre exceptionnel, Timothy Spall est également doublé par José Luccioni dans Vanilla Sky, Olivier Gourmet dans Intimité, Gérard Boucaron dans Le Dernier Samouraï, Daniel Nicodème dans Au-delà de l'illusion, Julien Chatelet dans Heartless, Hervé Pierre dans Mr. Turner et Gabriel Le Doze dans Le Procès du siècle.